# Historia de los judíos en Honduras
La llegada de inmigrantes judíos en la República de Honduras comienza con el flujo migratorio de europeos hacia América. Hay más de 40-50 familias judías en Honduras. La mayor parte de la comunidad religiosa judía en Honduras está compuesta por sefardíes y se estima para el año 2023 entre a 127 a 275  personas pertenecientes a la colectividad judía practicante principalmente ortodoxa y alrededor de más 1000 judíos desplegados por todo el país.

## Historia

### Antecedente religioso
Ya establecidos en la Europa medieval, los judíos fueron perseguidos por los cristianos, se dictaron sendos edictos en los cuales se les trataba hasta de “marranos” al ser discípulos de la septuaginta en la Biblia y de la Tora, en dichas resoluciones se intentaba el cambio y aceptación de las creencias cristianas por medio de la violencia, muchos de ellos lo hicieron a los cuales se les denominó conversos de estos provienen los “Judíos sefardíes” otros que no aceptaron fueron torturados, muertos o expulsados de aquellos reinos cristianos, de la misma España en 1492.

### Llegada de judíos a Honduras
Los judíos sefardíes habían cruzado el Océano Atlántico con destino a América en las naves españolas, muchos de ellos transformados en futuros colonos, unos eran funcionarios de la corona, otros marinos y comerciantes, etc. Su visión era alcanzar un pedazo de la tierra para así fundar su hogar, en los Archivos de Indias tanto de Sevilla, como de los virreinatos pueden comprobarse el listado del flujo migratorio desde Europa a América y su traslado a todo el continente, El municipio de Trinidad en el Departamento de Santa Bárbara, tiene profundos antecedentes históricos judíos y se relaciona con la sociedad judía según las investigaciones realizadas. Existen muchos otros municipios con los mismos antecedentes fundacionales, pero más cristianizados.        
Al fundarse la Provincia de Honduras y señalándose como su capital la ciudad de Comayagua, varios de estos judíos cristianizados los cuales se establecieron en aquella, luego fueron repartiéndose por el territorio hondureño a medida iba creciendo en importancia comercial, como política entre los siglos del XVII al XIX, fue en la administración conservadora del capitán general José María Medina, cuando el Congreso Nacional emitió una Ley de Inmigración, la cual se produjo en fecha 26 de febrero de 1866, dando así paso a los extranjeros que quisieran residir en el país, la Constitución Política de 1876 reflejó la importancia de la inmigración en el territorio nacional, tanto de personas de América del Norte, [cita requerida]debido a los resultados de la Guerra de Secesión estadounidense de 1860.

### SigloXX
Entre 1875 a 1915 (antes de la Primera Guerra Mundial) 45 millones de europeos cruzaron el Atlántico en busca de mejores condiciones de vida en el continente americano, y de los cuales 2 500 000 eran judíos. 
En el caso de Honduras la propia llegada de judíos tiene su origen en el año 1920, entre este año y 1940 la mayoría de judíos que llegaban al país eran asquenazíes de procedencia alemana, polaca y rumana huyendo de la Segunda Guerra Mundial, propiamente en 1939 se registró un total de 455 alemanes y 95 eran judíos; [cita requerida]al año siguiente, se emitió en la administración del Doctor Vicente Mejía Colindres (1930) un Decreto en el cual, se creaba la Oficina de Inmigración, adscrita al Ministerio de Gobernación, además una Ley que autorizaba a que los extranjeros de etnias árabes, chinos, turca, siria, armenia, palestina, negra e individuos denominados colíes deberán traer Cinco mil Pesos Plata y que harían un depósito a las arcas del estado de quinientos Pesos Plata, por persona, antes de transcurridos dos meses en el país luego, más estudiado el aporte de la inmigración a la fuerza motora del país se emitió una Ley de Inmigración en 1930 se naturalizo a 25 ciudadanos judíos entre 1946 y 1956, 19 de ellos eran polacos, lo que equivalía a un 76% de las naturalizaciones realizadas.

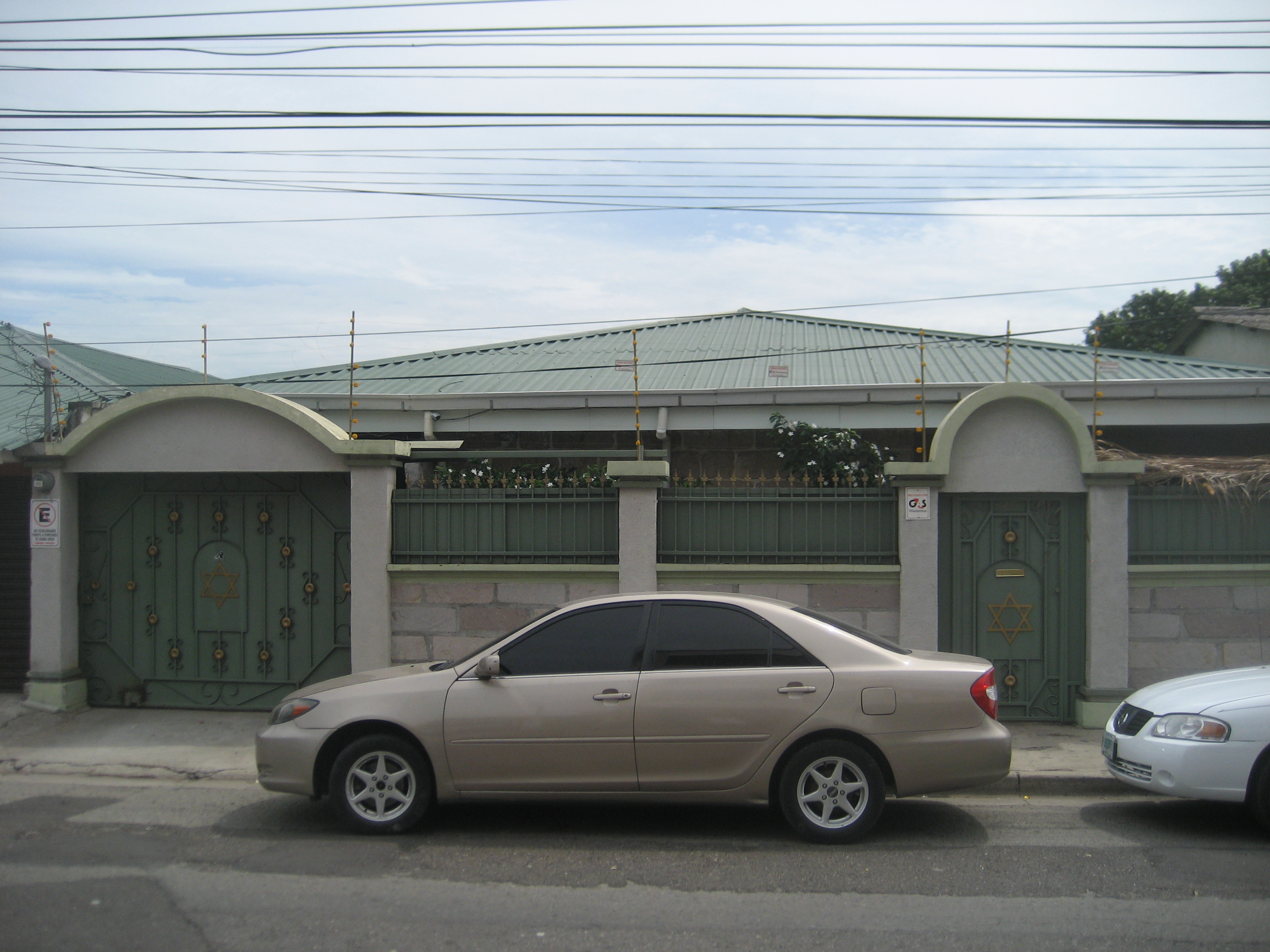
Un hogar Judío en San Pedro Sula

La Primera Guerra Mundial llevó a muchos comerciantes y financieros judíos a sacar sus fortunas de Europa, unos trasladándose a Estados Unidos y a países de Latinoamérica (principalmente al Cono Sur) y otros a Rusia.[cita requerida] En 1939 comenzaría la Segunda Guerra Mundial y el líder Adolf Hitler había prometido expulsar a los judíos en Alemania y en el continente, de este gesto fueron miles los masacrados en centros de exterminio Nazi, los que pudieron huir, lo hicieron en su mayoría a América. Sin embargo el país se cerro a la inmigración judía rechazando alrededor de 7 barcos de la comunidad que escapaban de Europa
En 1950 existían 40 familias judías en Honduras. Finalizada la Segunda Guerra hubo un breve auge de la comunidad gracias a la llegada de decenas de nuevos inmigrantes, pero al principio de la década del 50 la mayoría emigraría al sur del continente a Argentina y Chile donde sus gobiernos eran proclives a recibir judíos y a Estados Unidos, afincándose en especial en los alrededores de Miami.
Los matrimonios mixtos entre los hijos de inmigrantres judíos y Hondureños sumada la asimilación de estos ala cultura Hondureña se hicieron un estilo de vida aceptado. En algunos casos, el cónyuge no judío decidía serlo, y las conversiones se realizaban por rabinos que venían a Honduras para ese propósito.
Ya a fines del siglo XX durante el gobierno de Rafael Leonardo Callejas debido a la crisis económica más de un tercio de la comunidad judía local haría Aliá hacia Israel, Estados Unidos y Argentina, privando a la comunidad de jóvenes que mantuvieran la tradición.

### Actualidad
Con la crisis constitucional hondureña de 2009, la comunidad judía local se vio envuelta en la controversia. Los rumores se arremolinaron en los medios de comunicación hondureños sobre la participación de empresarios pertenecientes a la colectividad Judía así como israelíes en el golpe de Estado. Tras lo sucedido miles de manifestantes toman las calles de las principales ciudades hondureñas, en una de sus manifestaciones una pared de la Catedral de Tegucigalpa fue pintada con el mensaje que rezaba la oración: "Fuera los judíos de Honduras!". Debido a esto varios portales condenaron las expresiones antisemitas en Honduras. 
Recientemente, los Rosenthals han estado implicados en casos de corrupción y otros delitos de larga data. Yankel Rosenthal, exministro de Inversiones, fue arrestado el 6 de octubre de 2015 luego de aterrizar en el aeropuerto de Miami. Él, junto con su primo Yani y su tío Jaime Rolando, cuatro veces candidato presidencial y dueño de un periódico, también fueron acusados de lavado de dinero y otros servicios que apoyan las actividades internacionales de narcotráfico de múltiples narcotraficantes centroamericanos y sus organizaciones criminales. Siete de sus negocios fueron etiquetados bajo la Ley Kingpin de los Estados Unidos como "traficantes de narcóticos especialmente designados". 
Han sido acusados de transferir dinero de drogas entre cuentas en Nueva York y Honduras entre 2004 y 2015. entre 2014 a 2021 Juan Orlando Hernández, había liderado un gobierno pro-Israel, siendo Israel bajo la administración de Bejamín Netanyahu uno de sus máximos aliados y el primer país en reconocerlo tras las masivas denuncias de fraude electoral que envolvieron la reelección de Hernández que derivaron en protestas y posterior represión que originaron 30 muertos.
A pesar de ello la comunidad Judía de Honduras vive en una relativa estabilidad social y cooperación mutua con el resto de la población hondureña principalmente cristiana. Debido a esto se ha llevado a cabo la construcción de nuevas sinagogas y se ha visto la conversión de algunos Hondureños al Judaísmo así como la participación de estos en la vida diaria del país.
Como se había mencionado anteriormente los Judíos de segunda o tercera generación que descienden de aquellos que llegaron al país a finales del siglo XIX se lograron adaptar mejor a la sociedad Hondureña, esto sumado a los matrimonios mixtos con la población local permitió que estos y sus descendientes se integrasen de lleno a la identidad Hondureña, esto además trajo un cambio y fue el abandono de su fe convirtiéndose en Judíos seculares o conversión al cristianismo de sus descendientes en suelo hondureño.

## Comunidad y religión judía en Honduras
La primera sinagoga que se intentó fundar en la ciudad de Tegucigalpa, fue realizada por mediaciones del presidente de la comunidad judía señor Helmut Seidel, a mediados del siglo XX, la misma no tuvo buenos resultados y más tarde se construyó una pequeña que fue destruida por el Huracán Mitch en 1998 y reconstruida en 2003, ahora es la Sinagoga Shevet Ajim. La sociedad judía en la ciudad de San Pedro Sula, donde si hubo un permiso para establecer y construir un templo propio la Sinagoga Maguen David. En la actualidad solo hay cuatro congregaciones  en Tegucigalpa y en San Pedro Sula, aunque no hay escuelas judías.

## Aportes a la sociedad hondureña
Un porcentaje de la economía hondureña ha sido propiedad de los judíos producto de sus emprendimientos al llegar a suelo hondureño. En los años 80 se calculaba que un aproximado de unos Lps, 185,343,734, o sea el 10.98% del capital financiero del país era pertenecientes a la comunidad Judía de Honduras. En la actualidad cinco a seis familias de origen árabe palestino (Atala, Facussé, Larach, Canahuati y Kafati) y judío (Rosenthal y Goldstein) tienen a su nombre empresas como maquilas (industrias ensambladoras), energía térmica, telecomunicaciones, turismo, banca, finanzas, medios de comunicación, cementeras, comercio y aeropuertos.

## Apellidos
En Honduras los siguientes apellidos centroeuropeos son judío ashkenazi; los apellidos hispanos aparecen relacionados con ciertas poblaciones locales de origen hispano judío. Fuera de esto, en general no iniciaron en familias judías:

### Sefardíes
Anchecta, Arias, Behar, Benveniste, Bueso, Caballero, Cáceres, Calderón, Carbajal, Carmona, Castellanos, Castro, Curiel, Chávez, Cueva, David, De Toledo, Domínguez, Enamorado, Espinoza, Fajardo, Fernández, Fuentes, Gannoun, Gómez, Guzmán, Hernández, Lara, Leiva, Lemus, López, Luna, Medina, Mena, Miranda, Navarro, Núñez, Paz, Pardo, Perdomo, Pérez, Pineda, Pinto, Portillo, Rivera, Rodríguez, Romero, Tábora, Toledo, Torres, Trejo, Ventura, Zaldívar.[cita requerida]

### Askenazíes
Rosenthal, Starkman, Seidel, Goldstein, Rubinstein, Weizemblut,  Bahiza , Lazarus, Lieberman, Brandel, Cohen, Rosemberg, Zemurray.